# Рыжково (Кардымовский район)
Рыжко́во — деревня в Смоленской области России, в Кардымовском районе. Население — 27 жителей (2007 год). Расположена в центральной части области в 10 км к юго-востоку от Кардымова, в 8 км севернее станции Приднепровская на железнодорожной ветке Смоленск - Сухиничи. Входит в состав Первомайского сельского поселения.

## История
В 1859 году владельческая деревня при реке Надва, 18 дворов, 221 житель. В 1904 году в составе Надвинской волости Духовщинского уезда, 70 дворов, 477 жителей, лавка. В конце XIX века благодаря помещикам Герну и Садовскому в деревне была создана артель маслоделов. В годы Великой Отечественной войны в Рыжково была создана крупная подпольная организация под руководством Александрова Г.С.

## Достопримечательности
Памятник археологии:
- Городище восточнее деревни.